# Magyarország az 1964. évi nyári olimpiai játékokon
Magyarország a japán Tokióban megrendezett 1964. évi nyári olimpiai játékok egyik részt vevő nemzete volt. Az országot az olimpián 17 sportágban 182 sportoló képviselte. A megnyitóünnepségen a magyar zászlót Kulcsár Gergely atléta vitte.
A magyar csapat tagjai összesen 22 érmet – 10 arany-, 7 ezüst- és 5 bronzérmet – szereztek. A legeredményesebb magyarországi versenyző, Rejtő Ildikó két aranyérmet nyert. Rajta kívül két érmet nyert még Hammerl László sportlövő és Török Ferenc öttusázó. A magyarországi sportolók tizenhét sportágban, illetve szakágban összesen  száznyolcvankettő olimpiai pontot szereztek. Ez 27 ponttal több, mint az előző, római olimpián elért eredmény.

## Érmesek
| Érem  | Versenyző | Sportág       | Versenyszám              |
| ----- | --- | ------------- | ------------------------ |
| Arany | Polyák Imre | Birkózás      | Kötöttfogás, 63 kg       |
| Arany | Kozma István | Birkózás      | Kötöttfogás, +97 kg      |
| Arany | Nemzeti válogatott Bene Ferenc Csernai Tibor Farkas János Gelei József Ihász Kálmán Katona Sándor Komora Imre Nógrádi Ferenc Novák Dezső Orbán Árpád Palotai Károly Szentmihályi Antal Szepesi Gusztáv Varga Zoltán | Labdarúgás    | Férfi                    |
| Arany | Török Ferenc | Öttusa        | Férfi egyéni             |
| Arany | Hammerl László | Sportlövészet | Sportpuska fekvő         |
| Arany | Pézsa Tibor | Vívás         | Férfi kard, egyéni       |
| Arany | Bárány Árpád Gábor Tamás Kausz István Kulcsár Győző Nemere Zoltán | Vívás         | Férfi párbajtőr, csapat  |
| Arany | Rejtő Ildikó | Vívás         | Női tőr, egyéni          |
| Arany | Ágoston Judit Dömölky Lídia Juhász Katalin Marosi Paula Rejtő Ildikó | Vívás         | Női tőr, csapat          |
| Arany | Nemzeti válogatott Ambrus Miklós Bodnár András Boros Ottó Dömötör Zoltán Felkai László Gyarmati Dezső Kanizsa Tivadar Kárpáti György Konrád János Mayer Mihály Pócsik Dénes Rusorán Péter                           | Vízilabda     | Férfi                    |
| Ezüst | Zsivótzky Gyula | Atlétika      | Férfi kalapácsvetés      |
| Ezüst | Kulcsár Gergely | Atlétika      | Férfi gerelyhajítás      |
| Ezüst | Antal Márta | Atlétika      | Női gerelyhajítás        |
| Ezüst | Hesz Mihály | Kajak-kenu    | Férfi kajak egyes 1000 m |
| Ezüst | Földi Imre | Súlyemelés    | 56 kg                    |
| Ezüst | Tóth Géza | Súlyemelés    | 82,5 kg                  |
| Ezüst | Makray Katalin | Torna         | Női felemás korlát       |
| Bronz | Varjú Vilmos | Atlétika      | Férfi súlylökés          |
| Bronz | Nagy Imre Török Ferenc Török Ottó | Öttusa        | Csapat                   |
| Bronz | Hammerl László | Sportlövészet | Sportpuska összetett     |
| Bronz | Veres Győző | Súlyemelés    | 82,5 kg                  |
| Bronz | Ducza Anikó | Torna         | Női talaj                |

## További magyar pontszerzők

### 4. helyezettek
| Név                                                                  | Sportág    | Versenyszám               |
| -------------------------------------------------------------------- | ---------- | ------------------------- |
| Munkácsi Antónia                                                     | Atlétika   | Női 400 m                 |
| Nagy Zsuzsa                                                          | Atlétika   | Női 800 m                 |
| Hollósi Géza                                                         | Birkózás   | Kötöttfogás, 87 kg        |
| Kemecsey Imre Mészáros György Szente András Szöllősi Imre            | Kajak-kenu | Férfi kajak négyes 1000 m |
| Törő András                                                          | Kajak-kenu | Férfi kenu egyes 1000 m   |
| Hajba Antal Soltész Árpád                                            | Kajak-kenu | Férfi kenu kettes 1000 m  |
| Erdélyi Éva Frank Mária Madarász Csilla Takács Katalin Turóczy Judit | Úszás      | Női 4 × 100 m gyorsváltó  |

### 5. helyezettek
| Név                                                                              | Sportág       | Versenyszám               |
| -------------------------------------------------------------------------------- | ------------- | ------------------------- |
| Sütő József                                                                      | Atlétika      | Férfi maraton             |
| Nagy Zsigmond                                                                    | Atlétika      | Férfi súlylökés           |
| Szécsényi József                                                                 | Atlétika      | Férfi diszkoszvetés       |
| Rizmayer Antal                                                                   | Birkózás      | Kötöttfogás, 78 kg        |
| Kiss Ferenc                                                                      | Birkózás      | Kötöttfogás, 97 kg        |
| Hollósi Géza                                                                     | Birkózás      | Szabadfogás, 87 kg        |
| Mészáros György Szöllősi Imre                                                    | Kajak-kenu    | Férfi kajak kettes 1000 m |
| Bicskey Richárd Habony Ferenc                                                    | Kerékpározás  | Férfi kétüléses tandem    |
| Kajdi János                                                                      | Ökölvívás     | Könnyűsúly                |
| Kun Szilárd                                                                      | Sportlövészet | Gyorstüzelő pisztoly      |
| Ecser Károly                                                                     | Súlyemelés    | +90 kg                    |
| Ducza Anikó Mák Gyöngyi Makray Katalin Müller Katalin Tolnai Márta Tressel Mária | Torna         | Női csapat összetett      |
| Kamuti Jenő                                                                      | Vívás         | Férfi tőr, egyéni         |
| Bakonyi Péter Horváth Zoltán Kovács Attila Meszéna Miklós Pézsa Tibor            | Vívás         | Férfi kard, csapat        |
| Juhász Katalin                                                                   | Vívás         | Női tőr, egyéni           |

### 6. helyezettek
| Név | Sportág    | Versenyszám                  |
| --- | ---------- | ---------------------------- |
| Kontsek Jolán | Atlétika   | Női diszkoszvetés            |
| Nemzeti válogatott Bodó Gábor Czafik Béla Flórián Tibor Gálos László Ivancsó Vilmos Jánosi Ferenc Kangyerka Antal Lantos Csaba Molnár István Prouza Ottó Tatár Mihály Tüske Ferenc | Röplabda   | Férfi                        |
| Huszka Mihály | Súlyemelés | 75 kg                        |
| Nemessányi Árpád | Súlyemelés | 90 kg                        |
| Csikány József Dobay Gyula Gulrich József Lenkei Ferenc | Úszás      | Férfi 4 × 100 m vegyes váltó |
| Madarász Csilla | Úszás      | Női 100 m gyors              |

## Eredményesség sportáganként
A magyar csapat tizenhét sportágban összesen 182 olimpiai pontot szerzett. Az egyes sportágak eredményessége, illetve az induló versenyzők száma a következő:
(kiemelve az egyes számoszlopok legmagasabb értéke, vagy értékei)
| Sportág, szakág | Helyezések száma | Helyezések száma | Helyezések száma | Helyezések száma | Helyezések száma | Helyezések száma | Olimpiai pont | Indulók száma | Indulók száma | Indulók száma |
| Sportág, szakág |                  |                  |                  | 4.               | 5.               | 6.               | Olimpiai pont | Férfi         | Nő            | Össz.         |
| atlétika        | 0                | 3                | 1                | 2                | 3                | 1                | 32            | 20            | 11            | 31            |
| birkózás        | 2                | 0                | 0                | 1                | 3                | 0                | 23            | 10            | 0             | 10            |
| kajak-kenu      | 0                | 1                | 0                | 3                | 1                | 0                | 16            | 8             | 2             | 10            |
| kerékpározás    | 0                | 0                | 0                | 0                | 1                | 0                | 2             | 7             | 0             | 7             |
| kosárlabda      | 0                | 0                | 0                | 0                | 0                | 0                | 0             | 12            | 0             | 12            |
| labdarúgás      | 1                | 0                | 0                | 0                | 0                | 0                | 7             | 14            | 0             | 14            |
| műugrás         | 0                | 0                | 0                | 0                | 0                | 0                | 0             | 1             | 0             | 1             |
| ökölvívás       | 0                | 0                | 0                | 0                | 1                | 0                | 2             | 5             | 0             | 5             |
| öttusa          | 1                | 0                | 1                | 0                | 0                | 0                | 11            | 3             | 0             | 3             |
| röplabda        | 0                | 0                | 0                | 0                | 0                | 1                | 1             | 11            | 0             | 11            |
| sportlövészet   | 1                | 0                | 1                | 0                | 1                | 0                | 13            | 8             | 0             | 8             |
| súlyemelés      | 0                | 2                | 1                | 0                | 1                | 2                | 18            | 7             | 0             | 7             |
| torna           | 0                | 1                | 1                | 0                | 1                | 0                | 11            | 6             | 6             | 12            |
| úszás           | 0                | 0                | 0                | 1                | 0                | 2                | 5             | 11            | 8             | 19            |
| vitorlázás      | 0                | 0                | 0                | 0                | 0                | 0                | 0             | 1             | 0             | 1             |
| vívás           | 4                | 0                | 0                | 0                | 3                | 0                | 34            | 15            | 5             | 20            |
| vízilabda       | 1                | 0                | 0                | 0                | 0                | 0                | 7             | 12            | 0             | 12            |
|                 |                  |                  |                  |                  |                  |                  |               |               |               |               |
| Összesen        | 10               | 7                | 5                | 7                | 15               | 6                | 182           | 150           | 32            | 182           |

- Bodnár András úszásban és vízilabdában is indult.

## Atlétika
Férfi
| Versenyző                                                | Versenyszám     | Előfutam | Előfutam | Előfutam | Negyeddöntő | Negyeddöntő | Negyeddöntő | Elődöntő | Elődöntő | Elődöntő | Döntő         | Döntő         |
| Versenyző                                                | Versenyszám     | Idő      | Hely.    | Össz.    | Idő         | Hely.       | Össz.       | Idő      | Hely.    | Össz.    | Idő           | Helyezés      |
| -------------------------------------------------------- | --------------- | -------- | -------- | -------- | ----------- | ----------- | ----------- | -------- | -------- | -------- | ------------- | ------------- |
| Mihályfi László                                          | 100 m           | 10,65    | 4.       | 27.      | kiesett     | kiesett     | kiesett     | kiesett  | kiesett  | kiesett  | kiesett       | kiesett       |
| Rozsnyai Huba                                            | 100 m           | 10,84    | 5.       | 45.      | kiesett     | kiesett     | kiesett     | kiesett  | kiesett  | kiesett  | kiesett       | kiesett       |
| Csutorás Csaba                                           | 100 m           | 10,72    | 4.       | 34.      | kiesett     | kiesett     | kiesett     | kiesett  | kiesett  | kiesett  | kiesett       | kiesett       |
| Csutorás Csaba                                           | 200 m           | 21,54    | 3.       | 29.      | 21,50       | 6.          | 17.         | kiesett  | kiesett  | kiesett  | kiesett       | kiesett       |
| Gyulai István                                            | 400 m           | 48,0     | 6.       | 39.      | kiesett     | kiesett     | kiesett     | kiesett  | kiesett  | kiesett  | kiesett       | kiesett       |
| Simon Attila                                             | 1500 m          | 3:49,1   | 9.       | 28.      |             |             |             | kiesett  | kiesett  | kiesett  | kiesett       | kiesett       |
| Simon Attila                                             | 3000 m akadály  | 8:57,8   | 7.       | 21.      |             |             |             |          |          |          | kiesett       | kiesett       |
| Mácsár József                                            | 3000 m akadály  | 9:08,8   | 7.       | 25.      |             |             |             |          |          |          | kiesett       | kiesett       |
| Mecser Lajos                                             | 5000 m          | 14:35,4  | 9.       | 18.      |             |             |             |          |          |          | kiesett       | kiesett       |
| Pintér János                                             | 5000 m          | 14:41,0  | 10.      | 41.      |             |             |             |          |          |          | kiesett       | kiesett       |
| Pintér János                                             | 10 000 m        |          |          |          |             |             |             |          |          |          | nem ért célba | nem ért célba |
| Pintér János                                             | Maraton         |          |          |          |             |             |             |          |          |          | 2:30:50       | 37.           |
| Sütő József                                              | Maraton         |          |          |          |             |             |             |          |          |          | 2:17:55       | 5.            |
| Sütő József                                              | 10 000 m        |          |          |          |             |             |             |          |          |          | 29:43,0       | 16.           |
| Göri István                                              | 20 km gyaloglás |          |          |          |             |             |             |          |          |          | 1:35:38       | 15.           |
| Kiss Antal                                               | 20 km gyaloglás |          |          |          |             |             |             |          |          |          | 1:38:27       | 21.           |
| Havasi István                                            | 50 km gyaloglás |          |          |          |             |             |             |          |          |          | 4:34:14       | 19.           |
| Rozsnyai Huba Csutorás Csaba Mihályfi László Rábai Gyula | 4 × 100 m váltó | 40,32    | 4.       | 10.      |             |             |             | 40,31    | 7.       | 13.      | kiesett       | kiesett       |

| Versenyző          | Versenyszám   | Selejtező | Selejtező | Döntő    | Döntő    |
| Versenyző          | Versenyszám   | Eredmény  | Helyezés  | Eredmény | Helyezés |
| ------------------ | ------------- | --------- | --------- | -------- | -------- |
| Kalocsai Henrik    | Távolugrás    | 699 cm    | 28.       | kiesett  | kiesett  |
| Kalocsai Henrik    | Hármasugrás   | 15,53 m   | 19.       | kiesett  | kiesett  |
| Nagy Zsigmond      | Súlylökés     | 18,14 m   | 5.        | 18,88 m  | 5.       |
| Varjú Vilmos       | Súlylökés     | 18,26 m   | 4.        | 19,39 m  |          |
| Szécsényi József   | Diszkoszvetés | 55,04 m   | 10.       | 57,23 m  | 5.       |
| Eckschmiedt Sándor | Kalapácsvetés | 64,64 m   | 10.       | 63,83 m  | 11.      |
| Zsivótzky Gyula    | Kalapácsvetés | 67,99 m   | 1.        | 69,09 m  |          |
| Kulcsár Gergely    | Gerelyhajítás | 74,32 m   | 5.        | 82,32 m  |          |

Női
| Versenyző                                                    | Versenyszám     | Előfutam | Előfutam | Előfutam | Negyeddöntő | Negyeddöntő | Negyeddöntő | Elődöntő | Elődöntő | Elődöntő | Döntő   | Döntő    |
| Versenyző                                                    | Versenyszám     | Idő      | Hely.    | Össz.    | Idő         | Hely.       | Össz.       | Idő      | Hely.    | Össz.    | Idő     | Helyezés |
| ------------------------------------------------------------ | --------------- | -------- | -------- | -------- | ----------- | ----------- | ----------- | -------- | -------- | -------- | ------- | -------- |
| Markó Margit                                                 | 100 m           | 11,73    | 2.       | 13.      | 11,5        | 4.          | 5.4         | 11,77    | 7.       | 11.      | kiesett | kiesett  |
| Bartos-Heldt Erzsébet                                        | 100 m           | 12,01    | 6.       | 25.3     | kiesett     | kiesett     | kiesett     | kiesett  | kiesett  | kiesett  | kiesett | kiesett  |
| Bartos-Heldt Erzsébet                                        | 200 m           | 24,90    | 5.       | 25.      |             |             |             | kiesett  | kiesett  | kiesett  | kiesett | kiesett  |
| Munkácsi Antónia                                             | 400 m           | 54,42    | 1.       | 3.       |             |             |             | 54,0     | 3.       | 5.       | 54,4    | 4.       |
| Kazi Olga                                                    | 400 m           | 56,5     | 5.       | 15.      |             |             |             | kiesett  | kiesett  | kiesett  | kiesett | kiesett  |
| Kazi Olga                                                    | 800 m           | 2:12,1   | 6.       | 15.      |             |             |             | 2:10,2   | 8.       | 15.      | kiesett | kiesett  |
| Nagy Zsuzsa                                                  | 800 m           | 2:07,7   | 3.       | 3.       |             |             |             | 2:05,1   | 2.       | 7.       | 2:03,5  | 4.       |
| Bartos-Heldt Erzsébet Markó Margit Munkácsi Antónia Such Ida | 4 × 100 m váltó | 45,91    | 3.       | 7.       |             |             |             |          |          |          | 45,2    | 7.       |

| Versenyző     | Versenyszám   | Selejtező        | Selejtező        | Döntő    | Döntő    |
| Versenyző     | Versenyszám   | Eredmény         | Helyezés         | Eredmény | Helyezés |
| ------------- | ------------- | ---------------- | ---------------- | -------- | -------- |
| Kispál Etelka | Távolugrás    | 569 cm           | 23.              | kiesett  | kiesett  |
| Bognár Judit  | Diszkoszvetés | nem állt rajthoz | nem állt rajthoz | kiesett  | kiesett  |
| Bognár Judit  | Súlylökés     | 15,52 m          | 6.               | 15,65 m  | 11.      |
| Kontsek Jolán | Súlylökés     | 14,52 m          | 13.              | kiesett  | kiesett  |
| Kontsek Jolán | Diszkoszvetés | 52,35 m          | 8.               | 54,87 m  | 6.       |
| Stugner Judit | Diszkoszvetés | 52,30 m          | 9.               | 52,52 m  | 10.      |
| Antal Márta   | Gerelyhajítás | 52,23 m          | 3.               | 58,27 m  |          |

## Birkózás
Kötöttfogású
| Versenyző      | Versenyszám | 1. forduló                           | 2. forduló                                   | 3. forduló                              | 4. forduló                    | 5. forduló                   | Döntő                                                                                        | Helyezés    |
| Versenyző      | Versenyszám | Ellenfél Eredmény                    | Ellenfél Eredmény                            | Ellenfél Eredmény                       | Ellenfél Eredmény             | Ellenfél Eredmény            | Ellenfél Eredmény                                                                            | Helyezés    |
| -------------- | ----------- | ------------------------------------ | -------------------------------------------- | --------------------------------------- | ----------------------------- | ---------------------------- | -------------------------------------------------------------------------------------------- | ----------- |
| Alker Imre     | 52 kg       | Hanahara Cutomu (JPN) · kétvállas    | Vaszíliosz Ganótisz (GRE) · kizárták         | kiesett                                 | kiesett                       |                              | kiesett                                                                                      | helyezetlen |
| Varga János    | 57 kg       | Ion Cernea (ROU) · 2-2               | Michele Toma (ITA) · 1-3                     | Icsigucsi Maszamicu (JPN) · 3-1         | kiesett                       | kiesett                      | kiesett                                                                                      | helyezetlen |
| Polyák Imre    | 63 kg       | Ronald Finley (USA) · 1-3            | Kim Bongdzso (Kim Bong-Jo) (KOR) · kétvállas | Pétrosz Galaktópulosz (GRE) · kétvállas | Johann Marte (AUT) · kizárták | erőnyerő                     | 1. mérkőzés · Roman Rurua (URS) · 2-2                                                        |             |
| Rizmayer Antal | 78 kg       | Carlos Alberto Vario (ARG) · 1-3     | Kazama Szadao (JPN) · 3-1                    | Harald Barlie (NOR) · kétvállas         | Bolesław Dubicki (POL) · 2-2  | kiesett                      | kiesett                                                                                      | 5.          |
| Hollósi Géza   | 87 kg       | Branislav Simić (YUG) · 3-1          | I Gijol (Lee Gi-Yeol) (KOR) · kétvállas      | Max Kobelt (SUI) · kétvállas            | Krali Bimbalov (BUL) · 2-2    | Jiří Kormaník (TCH) · 2-2    | kiesett                                                                                      | 4.          |
| Kiss Ferenc    | 97 kg       | Maruti Mane (IND) · kétvállas        | Rost'om Abashidze (URS) · 3-1                | Petar Cucić (YUG) · 1-3                 | Per Svensson (SWE) · 2-2      | kiesett                      | kiesett                                                                                      | 5.          |
| Kozma István   | +97 kg      | Szugijama Cuneharu (JPN) · kétvállas | Hamit Kaplan (TUR) · kizárták                | erőnyerő                                | Wilfried Dietrich (EUA) · 1-3 | Petr Kment (TCH) · kétvállas | 1. mérkőzés · Anatolij Roscsin (URS) · 2-2 · Hozott eredmény · Wilfried Dietrich (EUA) · 1-3 |             |

Szabadfogású
| Versenyző    | Versenyszám | 1. forduló                           | 2. forduló                            | 3. forduló                                | 4. forduló                      | 5. forduló        | Döntő             | Helyezés    |
| Versenyző    | Versenyszám | Ellenfél Eredmény                    | Ellenfél Eredmény                     | Ellenfél Eredmény                         | Ellenfél Eredmény               | Ellenfél Eredmény | Ellenfél Eredmény | Helyezés    |
| ------------ | ----------- | ------------------------------------ | ------------------------------------- | ----------------------------------------- | ------------------------------- | ----------------- | ----------------- | ----------- |
| Varga János  | 57 kg       | Tortillano Tumasis (PHI) · kétvállas | Kevin McGrath (AUS) · kétvállas       | Cshö Jonggil (Choi Yeong-Gil) (KOR) · 3-1 | Hüseyin Akbaş (TUR) · kétvállas | kiesett           | kiesett           | helyezetlen |
| Bajkó Károly | 78 kg       | Muhammad Afzal (PAK) · 1-3           | Petko Dermendzsiev (BUL) · 3-1        | Mohammad Ali Szanatkaran (IRI) · 3-1      | kiesett                         | kiesett           | kiesett           | helyezetlen |
| Hollósi Géza | 87 kg       | Mansour Mahdizadeh (IRI) · 3-1       | Theunis van Wyk (NRH) · kétvállas     | Muhammad Faiz (PAK) · 1-3                 | Szaszaki Tacuo (JPN) · 2-2      | kiesett           | kiesett           | 5.          |
| Vigh Imre    | 97 kg       | Gholamreza Takhti (IRI) · 3-1        | Kavano Sunicsi (JPN) · 2-2            | Maruti Mane (IND) · 1-3                   | kiesett                         | kiesett           | kiesett           | helyezetlen |
| Reznák János | +97 kg      | Ljutvi Ahmedov (BUL) · 3-1           | Tserendonoin Sanjaa (MGL) · kétvállas | Alekszandr Ivanyickij (URS) · kétvállas   | kiesett                         |                   | kiesett           | helyezetlen |

## Kajak-kenu
Férfi
| Versenyző                                                 | Versenyszám         | Előfutam | Előfutam | Vigaszág | Vigaszág | Elődöntő | Elődöntő | Döntő   | Döntő    |
| Versenyző                                                 | Versenyszám         | Idő      | Hely.    | Idő      | Hely.    | Idő      | Hely.    | Idő     | Helyezés |
| --------------------------------------------------------- | ------------------- | -------- | -------- | -------- | -------- | -------- | -------- | ------- | -------- |
| Hesz Mihály                                               | Kajak egyes 1000 m  | 4:02,90  | 2.       | erőnyerő | erőnyerő | 4:04,57  | 2.       | 3:57,28 |          |
| Mészáros György Szöllősi Imre                             | Kajak kettes 1000 m | 3:46,14  | 2.       | erőnyerő | erőnyerő | 3:52,15  | 3.       | 3:41,39 | 5.       |
| Kemecsey Imre Mészáros György Szente András Szöllősi Imre | Kajak négyes 1000 m | 3:18,60  | 3.       | erőnyerő | erőnyerő | 3:24,05  | 2.       | 3:16,24 | 4.       |
| Törő András                                               | Kenu egyes 1000 m   | 4:42,31  | 2.       | erőnyerő | erőnyerő |          |          | 4:39,95 | 4.       |
| Hajba Antal Soltész Árpád                                 | Kenu kettes 1000 m  | 4:12,54  | 4.       | 4:35,30  | 1.       |          |          | 4:08,97 | 4.       |

Női
| Versenyző                | Versenyszám        | Előfutam | Előfutam | Vigaszág | Vigaszág | Döntő   | Döntő    |
| Versenyző                | Versenyszám        | Idő      | Hely.    | Idő      | Hely.    | Idő     | Helyezés |
| ------------------------ | ------------------ | -------- | -------- | -------- | -------- | ------- | -------- |
| Róka Mária               | Kajak egyes 500 m  | 2:13,74  | 5.       | 2:14,63  | 1.       | 2:17,85 | 8.       |
| Benkő Katalin Róka Mária | Kajak kettes 500 m | 2:02,19  | 4.       | 2:06,90  | 1.       | 2:03,67 | 7.       |

## Kerékpározás

### Országúti kerékpározás
| Versenyző                                               | Versenyszám     | Idő                   | Helyezés |
| ------------------------------------------------------- | --------------- | --------------------- | -------- |
| Juszkó János                                            | Mezőnyverseny   | 4:39:51,74 (+0:00,11) | 24.      |
| Mahó László                                             | Mezőnyverseny   | 4:39:51,83 (+0:00,20) | 83.      |
| Megyerdi Antal                                          | Mezőnyverseny   | 4:39:51,78 (+0:00,15) | 47.      |
| Mészáros András                                         | Mezőnyverseny   | 4:39:51,76 (+0:00,13) | 35.      |
| Juszkó János Mahó László Mészáros András Stámusz Ferenc | Csapat időfutam | 2:32:19,96 (+5:48,77) | 12.      |

### Pálya-kerékpározás
Sprintverseny
| Versenyző       | Versenyszám  | 1. forduló                                               | 1. forduló | Vigaszág selejtező                                | Vigaszág selejtező | Vigaszág döntő       | Vigaszág döntő | Nyolcaddöntő           | Nyolcaddöntő | Vigaszág selejtező     | Vigaszág selejtező | Vigaszág döntő       | Vigaszág döntő | Negyeddöntő          | Elődöntő             | Döntő                | Helyezés    |
| Versenyző       | Versenyszám  | Ellenfelek Győztes idő                                   | Hely.      | Ellenfelek Győztes idő                            | Hely.              | Ellenfél Győztes idő | Hely.          | Ellenfelek Győztes idő | Hely.        | Ellenfelek Győztes idő | Hely.              | Ellenfél Győztes idő | Hely.          | Ellenfél Győztes idő | Ellenfél Győztes idő | Ellenfél Győztes idő | Helyezés    |
| --------------- | ------------ | -------------------------------------------------------- | ---------- | ------------------------------------------------- | ------------------ | -------------------- | -------------- | ---------------------- | ------------ | ---------------------- | ------------------ | -------------------- | -------------- | -------------------- | -------------------- | -------------------- | ----------- |
| Bicskey Richárd | Férfi egyéni | Karl Barton (GBR) · Carlos Alberto Vázquez (ARG) · 12,68 | 2.         | Tan Thol (CAM) · Christopher Church (GBR) · 13,00 | 2.                 | kiesett              | kiesett        | kiesett                | kiesett      | kiesett                | kiesett            | kiesett              | kiesett        | kiesett              | kiesett              | kiesett              | helyezetlen |
| Habony Ferenc   | Férfi egyéni | Thomas Harrison (AUS) · Piet van der Touw (NED) · 11,60  | 3.         | Gordon Johnson (AUS) · 12,20                      | 2.                 | kiesett              | kiesett        | kiesett                | kiesett      | kiesett                | kiesett            | kiesett              | kiesett        | kiesett              | kiesett              | kiesett              | helyezetlen |

Időfutam
| Versenyző     | Versenyszám  | Idő     | Helyezés |
| ------------- | ------------ | ------- | -------- |
| Habony Ferenc | Férfi egyéni | 1:14,48 | 18.      |

Tandem
| Versenyző                     | Versenyszám     | 1. forduló                                             | Vigaszág selejtező   | Vigaszág selejtező | Vigaszág döntő         | Vigaszág döntő | Negyeddöntő                                                                 | Elődöntő             | Döntő                | Helyezés |
| Versenyző                     | Versenyszám     | Ellenfél Győztes idő                                   | Ellenfél Győztes idő | Hely.              | Ellenfelek Győztes idő | Hely.          | Ellenfél Győztes idő                                                        | Ellenfél Győztes idő | Ellenfél Győztes idő | Helyezés |
| ----------------------------- | --------------- | ------------------------------------------------------ | -------------------- | ------------------ | ---------------------- | -------------- | --------------------------------------------------------------------------- | -------------------- | -------------------- | -------- |
| Bicskey Richárd Habony Ferenc | Férfi kétüléses | Japán (JPN) · Madarame Hideo · Tesima Tosimicu · 10,97 |                      |                    |                        |                | Egyesült Német Csapat (EUA) · Willi Fuggerer · Klaus Kobusch · 10,82, 10,84 | kiesett              | kiesett              | 5.       |

## Kosárlabda
| Magyar férfi kosárlabdacsapat-játékoskeret                                                    | Magyar férfi kosárlabdacsapat-játékoskeret                                               |
| --------------------------------------------------------------------------------------------- | ---------------------------------------------------------------------------------------- |
| - Bencze János - Boháty Miklós - Gabányi László - Glatz Árpád - Greminger János - Haán András | - Kangyal Tibor - Koczka Pál - Lenvay Ödön - Pólik György - Prieszol József - Rácz János |

### Eredmények
Csoportkör
A csoport
| Csapat              | M | Gy | V | P+  | P–  | Pk   |
| ------------------- | - | -- | - | --- | --- | ---- |
| Szovjetunió (URS)   | 7 | 7  | 0 | 562 | 424 | +138 |
| Puerto Rico (PUR)   | 7 | 5  | 2 | 493 | 454 | +39  |
| Lengyelország (POL) | 7 | 4  | 3 | 467 | 448 | +19  |
| Olaszország (ITA)   | 7 | 4  | 3 | 495 | 480 | +15  |
| Mexikó (MEX)        | 7 | 3  | 4 | 485 | 514 | –29  |
| Japán (JPN)         | 7 | 3  | 4 | 421 | 428 | –7   |
| Magyarország (HUN)  | 7 | 2  | 5 | 407 | 469 | –62  |
| Kanada (CAN)        | 7 | 0  | 7 | 408 | 521 | –113 |

| 1964. október 11. 13:45 | Lengyelország (POL) | 56 – 53 | Magyarország (HUN) |  |
| 1964. október 11. 13:45 | (34–26)             |         |                    |  |

| 1964. október 12. 20:30 | Magyarország (HUN) | 70 – 59 | Kanada (CAN) |  |
| 1964. október 12. 20:30 | (34–30)            |         |              |  |

| 1964. október 13. 16:00 | Szovjetunió (URS) | 84 – 42 | Magyarország (HUN) |  |
| 1964. október 13. 16:00 | (38–18)           |         |                    |  |

| 1964. október 14. 12:00 | Japán (JPN) | 58 – 41 | Magyarország (HUN) |  |
| 1964. október 14. 12:00 | (24–26)     |         |                    |  |

| 1964. október 16. 16:00 | Olaszország (ITA) | 77 – 73 | Magyarország (HUN) |  |
| 1964. október 16. 16:00 | (46–38)           |         |                    |  |

| 1964. október 17. 10:30 | Magyarország (HUN) | 69 – 61 | Mexikó (MEX) |  |
| 1964. október 17. 10:30 | (31–30)            |         |              |  |

| 1964. október 18. 9:00 | Puerto Rico (PUR) | 74 – 59 | Magyarország (HUN) |  |
| 1964. október 18. 9:00 | (32–30)           |         |                    |  |

A 13–16. helyért
| 1964. október 20. 14:00 | Magyarország (HUN) | 99 – 83 | Dél-Korea (KOR) |  |
| 1964. október 20. 14:00 | (38–43)            |         |                 |  |

A 13. helyért
| 1964. október 22. 15:30 | Magyarország (HUN) | 68 – 65 | Kanada (CAN) |  |
| 1964. október 22. 15:30 | (38–27)            |         |              |  |

| Csapat             | Helyezés |
| ------------------ | -------- |
| Magyarország (HUN) | 13.      |

## Labdarúgás
| Magyar labdarúgócsapat-játékoskeret | Magyar labdarúgócsapat-játékoskeret |
| --- | --- |
| - Bene Ferenc - Csernai Tibor - Farkas János - Gelei József - Ihász Kálmán - Katona Sándor - Komora Imre - Nógrádi Ferenc - Novák Dezső - Orbán Árpád | - Palotai Károly - Szentmihályi Antal - Szepesi Gusztáv - Varga Zoltán - Dunai Antal* - Káposzta Benő* - Nagy György* - Nagy István* - Orosz Pál* |

* - nem játszott csak nevezve volt

### Eredmények
Csoportkör
B csoport
| Csapat       | M            | Gy           | D            | V            | G+           | G–           | Gk           | P            |              |
| ------------ | ------------ | ------------ | ------------ | ------------ | ------------ | ------------ | ------------ | ------------ | ------------ |
| Magyarország | 2            | 2            | 0            | 0            | 12           | 5            | +7           | 4            |              |
| Jugoszlávia  | 2            | 1            | 0            | 1            | 8            | 7            | +1           | 2            |              |
| Marokkó      | 2            | 0            | 0            | 2            | 1            | 9            | –8           | 0            |              |
| Észak-Korea  | visszalépett | visszalépett | visszalépett | visszalépett | visszalépett | visszalépett | visszalépett | visszalépett | visszalépett |

| 1964. október 11. 14:01 |

| Magyarország (HUN)           | 6–0               | Marokkó |
| ---------------------------- | ----------------- | ------- |
| Bene 13' 38' 70' 74' 78' 87' | (2–0) Jegyzőkönyv |         |

| Olimpiai stadion, Tokió Játékvezető: Kim Dokcshon (dél-koreai) Asszisztensek: Hajakava Szumio (japán), Ikeda Taró (japán) |

| 1964. október 15. 14:00 |

| Jugoszlávia (YUG)                     | 5–6               | Magyarország                               |
| ------------------------------------- | ----------------- | ------------------------------------------ |
| Osim 1' 82' Belin 12' 35' Zambata 31' | (4–5) Jegyzőkönyv | Csernai 5' 11' 44' 63' Farkas 18' Bene 25' |

| Komazava stadion, Tokió Játékvezető: Fukusima Genicsi (japán) Asszisztensek: Hajakava Szumio (japán), Marujama Josijuki (japán) |

Negyeddöntő
| 1964. október 18. 14:00 |

| Románia (ROU) | 0–2               | Magyarország              |
| ------------- | ----------------- | ------------------------- |
|               | (0–1) Jegyzőkönyv | Csernai 2' 84' (11-esből) |

| Micuzava stadion, Jokohama Játékvezető: Menáhém Askenází (izraeli) Asszisztensek: Kim Dokcshon (dél-koreai), Jokojama Jozó (japán) |

Elődöntő
| 1964. október 20. 13:59 |

| Magyarország (HUN)                 | 6–0               | Egyesült Arab Köztársaság |
| ---------------------------------- | ----------------- | ------------------------- |
| Bene 7' 20' 66' 77' Komora 29' 58' | (3–0) Jegyzőkönyv |                           |

| Csicsibu Herceg Stadion, Tokió Játékvezető: Miguel Comesaña (argentin) Asszisztensek: Fukusima Genicsi (japán), Hajakava Szumio (japán) |

Döntő
| 1964. október 23. 14:27 |

| Magyarország (HUN)  | 2–1               | Csehszlovákia |
| ------------------- | ----------------- | ------------- |
| Farkas 47' Bene 59' | (0–0) Jegyzőkönyv | Brumovský 80' |

| Olimpiai stadion, Tokió Játékvezető: Menáhém Askenází (izraeli) Asszisztensek: Miguel Comesaña (argentin), John Stanley Wontumi (ghánai) |

| Csapat             | Helyezés |
| ------------------ | -------- |
| Magyarország (HUN) |          |

## Műugrás
Férfi
| Versenyző   | Versenyszám        | Selejtező | Selejtező | Döntő   | Döntő    |
| Versenyző   | Versenyszám        | Pont      | Helyezés  | Pont    | Helyezés |
| ----------- | ------------------ | --------- | --------- | ------- | -------- |
| Dóra József | Egyéni toronyugrás | 84,62     | 21.       | kiesett | kiesett  |

## Ökölvívás
| Versenyző    | Versenyszám   | Selejtező                    | 32-es főtábla                 | Nyolcaddöntő                | Negyeddöntő                      | Elődöntő          | Döntő             | Helyezés |
| Versenyző    | Versenyszám   | Ellenfél Eredmény            | Ellenfél Eredmény             | Ellenfél Eredmény           | Ellenfél Eredmény                | Ellenfél Eredmény | Ellenfél Eredmény | Helyezés |
| ------------ | ------------- | ---------------------------- | ----------------------------- | --------------------------- | -------------------------------- | ----------------- | ----------------- | -------- |
| Papp Tibor   | Légsúly       |                              | John Kamau (KEN) · 3-2        | Artur Olech (POL) · 0-5     | kiesett                          | kiesett           | kiesett           | 9.       |
| Török Gyula  | Harmatsúly    |                              | Oleg Grigorjev (URS) · RSC    | kiesett                     | kiesett                          | kiesett           | kiesett           | 17.      |
| Kajdi János  | Könnyűsúly    | erőnyerő                     | Ram Prasad Gurung (NEP) · RSC | Alex Odhiambo (UGA) · 5-0   | Vilikton Barannyikov (URS) · RSC | kiesett           | kiesett           | 5.       |
| Tóth István  | Kisváltósúly  | Niyom Prasertsom (THA) · 4-1 | Harvey Reti (CAN) · 3-2       | Vladimír Kučera (TCH) · 0-5 | kiesett                          | kiesett           | kiesett           | 9.       |
| Sebők László | Nagyváltósúly |                              | Eddie Davies (GHA) · 0-5      | kiesett                     | kiesett                          | kiesett           | kiesett           | 17.      |

## Öttusa
| Versenyző                         | Versenyszám | Lovaglás | Lovaglás | Lovaglás | Vívás    | Vívás | Vívás | Lövészet | Lövészet | Lövészet | Úszás  | Úszás | Úszás | Futás   | Futás | Futás | Összesen    | Összesen |
| Versenyző                         | Versenyszám | Idő      | Pont     | Hely.    | Eredmény | Pont  | Hely. | Pontszám | Pont     | Hely.    | Idő    | Pont  | Hely. | Idő     | Pont  | Hely. | Összes pont | Helyezés |
| --------------------------------- | ----------- | -------- | -------- | -------- | -------- | ----- | ----- | -------- | -------- | -------- | ------ | ----- | ----- | ------- | ----- | ----- | ----------- | -------- |
| Nagy Imre                         | Egyéni      | 3:20,7   | 1040     | 30.      | 24–12    | 892   | 2.    | 193      | 960      | 9.       | 4:12,7 | 940   | 28.   | 14:46,8 | 1042  | 11.   | 4874        | 7.       |
| Török Ferenc                      | Egyéni      | 2:52,2   | 1070     | 15.      | 27–9     | 1000  | 1.    | 193      | 960      | 10.      | 4:08,3 | 960   | 23.   | 14:18,7 | 1126  | 5.    | 5116        |          |
| Török Ottó                        | Egyéni      | 3:13,7   | 1040     | 27.      | 22–14    | 820   | 6.    | 168      | 460      | 37.      | 4:03,0 | 985   | 16.   | 15:00,0 | 1000  | 17.   | 4305        | 26.      |
| Nagy Imre Török Ferenc Török Ottó | Csapat      |          | 3150     | 8.       |          | 2590  | 1.    |          | 2380     | 9.       |        | 2885  | 7.    |         | 3168  | 2.    | 14173       |          |

## Röplabda

### Férfi
| Magyar férfi röplabdacsapat-játékoskeret                                                   | Magyar férfi röplabdacsapat-játékoskeret                                                     |
| ------------------------------------------------------------------------------------------ | -------------------------------------------------------------------------------------------- |
| - Bodó Gábor - Czafik Béla - Flórián Tibor - Gálos László - Ivancsó Vilmos - Jánosi Ferenc | - Kangyerka Antal - Lantos Csaba - Molnár István - Prouza Ottó - Tatár Mihály - Tüske Ferenc |

#### Eredmények
Csoportkör
| 1964. október 13. 15:35 | Csehszlovákia (TCH)                | 3 – 2 | Magyarország (HUN) |  |
| 1964. október 13. 15:35 | (15–10, 12–15, 13–15, 15–9, 15–10) |       |                    |  |

| 1964. október 14. 19:50 | Magyarország (HUN)   | 3 – 0 | Japán (JPN) |  |
| 1964. október 14. 19:50 | (15–12, 15–8, 15–12) |       |             |  |

| 1964. október 15. 20:10 | Egyesült Államok (USA) | 0 – 3 | Magyarország (HUN) |  |
| 1964. október 15. 20:10 | (12–15, 13–15, 8–15)   |       |                    |  |

| 1964. október 17. 19:15 | Szovjetunió (URS)    | 3 – 0 | Magyarország (HUN) |  |
| 1964. október 17. 19:15 | (15–9, 15–13, 15–11) |       |                    |  |

| 1964. október 18. 17:15 | Brazília (BRA)                     | 3 – 2 | Magyarország (HUN) |  |
| 1964. október 18. 17:15 | (15–4, 13–15, 11–15, 16–14, 15–11) |       |                    |  |

| 1964. október 19. 19:15 | Magyarország (HUN)          | 1 – 3 | Románia (ROU) |  |
| 1964. október 19. 19:15 | (6–15, 15–12, 10–15, 14–16) |       |               |  |

| 1964. október 21. 17:15 | Magyarország (HUN)         | 3 – 1 | Hollandia (NED) |  |
| 1964. október 21. 17:15 | (15–4, 8–15, 15–11, 15–12) |       |                 |  |

| 1964. október 22. 11:15 | Magyarország (HUN)               | 3 – 2 | Dél-Korea (KOR) |  |
| 1964. október 22. 11:15 | (17–15, 6–15, 13–15, 15–8, 15–6) |       |                 |  |

| 1964. október 23. 17:15 | Bulgária (BUL)             | 3 – 1 | Magyarország (HUN) |  |
| 1964. október 23. 17:15 | (15–9, 15–12, 12–15, 15–8) |       |                    |  |

|          |                        |      | Mérkőzések | Mérkőzések | Szettek | Szettek | Szettek | Pontok | Pontok | Pontok |
| Helyezés | Csapat                 | Pont | Gy         | V          | Sz+     | Sz–     | SzA     | P+     | P–     | PA     |
| -------- | ---------------------- | ---- | ---------- | ---------- | ------- | ------- | ------- | ------ | ------ | ------ |
| Arany    | Szovjetunió (URS)      | 17   | 8          | 1          | 25      | 5       | 5,000   | 415    | 279    | 1,487  |
| Ezüst    | Csehszlovákia (TCH)    | 17   | 8          | 1          | 26      | 10      | 2,600   | 486    | 399    | 1,218  |
| Bronz    | Japán (JPN)            | 16   | 7          | 2          | 22      | 12      | 1,833   | 475    | 372    | 1,277  |
| 4.       | Románia (ROU)          | 15   | 6          | 3          | 19      | 15      | 1,267   | 432    | 394    | 1,096  |
| 5.       | Bulgária (BUL)         | 14   | 5          | 4          | 20      | 16      | 1,250   | 464    | 429    | 1,082  |
| 6.       | Magyarország (HUN)     | 13   | 4          | 5          | 18      | 18      | 1,000   | 449    | 466    | 0,964  |
| 7.       | Brazília (BRA)         | 12   | 3          | 6          | 13      | 23      | 0,565   | 410    | 474    | 0,865  |
| 8.       | Hollandia (NED)        | 11   | 2          | 7          | 11      | 24      | 0,458   | 378    | 482    | 0,784  |
| 9.       | Egyesült Államok (USA) | 11   | 2          | 7          | 10      | 23      | 0,435   | 360    | 450    | 0,800  |
| 10.      | Dél-Korea (KOR)        | 9    | 0          | 9          | 9       | 27      | 0,333   | 376    | 500    | 0,752  |

| Csapat             | Helyezés |
| ------------------ | -------- |
| Magyarország (HUN) | 6.       |

## Sportlövészet
Férfi
| Versenyző      | Versenyszám                    | Pont | Helyezés |
| -------------- | ------------------------------ | ---- | -------- |
| Balla Gábor    | Gyorstüzelő pisztoly           | 579  | 23.      |
| Kun Szilárd    | Gyorstüzelő pisztoly           | 589  | 5.       |
| Gönczi Ferenc  | Szabadpisztoly                 | 541  | 20.      |
| Kelemen Lajos  | Szabadpisztoly                 | 545  | 13.      |
| Hammerl László | Sportpuska, fekvő              | 597  |          |
| Hammerl László | Sportpuska, összetett          | 1151 |          |
| Jakosits Tibor | Sportpuska, összetett          | 1141 | 12.      |
| Jakosits Tibor | Sportpuska, fekvő              | 592  | 9.       |
| Sándor Zoltán  | Szabadpuska, összetett (300 m) | 1106 | 16.      |
| Simkó Imre     | Szabadpuska, összetett (300 m) | 1099 | 19.      |

## Súlyemelés
| Versenyző        | Versenyszám | Nyomás   | Nyomás   | Szakítás | Szakítás | Lökés    | Lökés    | Összesen | Helyezés |
| Versenyző        | Versenyszám | Eredmény | Helyezés | Eredmény | Helyezés | Eredmény | Helyezés | Összesen | Helyezés |
| ---------------- | ----------- | -------- | -------- | -------- | -------- | -------- | -------- | -------- | -------- |
| Földi Imre       | 56 kg       | 115,0    | 1.       | 102,5    | 5.       | 137,5    | 2.       | 355,0    |          |
| Nagy Róbert      | 56 kg       | 100,0    | 9.       | 105,0    | 3.       | 125,0    | 14.      | 330,0    | 9.       |
| Huszka Mihály    | 75 kg       | 135,0    | 2.       | 125,0    | 8.       | 160,0    | 7.       | 420,0    | 6.       |
| Tóth Géza        | 82,5 kg     | 145,0    | 6.       | 137,5    | 3.       | 185,0    | 1.       | 467,5    |          |
| Veres Győző      | 82,5 kg     | 155,0    | 1.       | 135,0    | 4.       | 177,5    | 3.       | 467,5    |          |
| Nemessányi Árpád | 90 kg       | 140,0    | 9.       | 142,5    | 1.       | 177,5    | 6.       | 460,0    | 6.       |
| Ecser Károly     | +90 kg      | 175,0    | 4.       | 147,5    | 5.       | 185,0    | 8.       | 507,5    | 5.       |

## Torna
Férfi
| Versenyző                                                                    | Versenyszám      | Selejtező | Selejtező | Döntő    | Döntő    |
| Versenyző                                                                    | Versenyszám      | Pontszám  | Helyezés  | Pontszám | Helyezés |
| ---------------------------------------------------------------------------- | ---------------- | --------- | --------- | -------- | -------- |
| Aranyos István                                                               | Talaj            | 18,50     | 41.       | kiesett  | kiesett  |
| Aranyos István                                                               | Ugrás            | 18,95     | 30.       | kiesett  | kiesett  |
| Aranyos István                                                               | Korlát           | 18,60     | 52.       | kiesett  | kiesett  |
| Aranyos István                                                               | Nyújtó           | 18,90     | 21.       | kiesett  | kiesett  |
| Aranyos István                                                               | Gyűrű            | 18,25     | 49.       | kiesett  | kiesett  |
| Aranyos István                                                               | Lólengés         | 18,55     | 28.       | kiesett  | kiesett  |
| Aranyos István                                                               | Egyéni összetett |           |           | 111,75   | 28.      |
| Csányi Rajmund                                                               | Talaj            | 18,20     | 52.       | kiesett  | kiesett  |
| Csányi Rajmund                                                               | Ugrás            | 18,25     | 34.       | kiesett  | kiesett  |
| Csányi Rajmund                                                               | Korlát           | 18,15     | 56.       | kiesett  | kiesett  |
| Csányi Rajmund                                                               | Nyújtó           | 18,80     | 20.       | kiesett  | kiesett  |
| Csányi Rajmund                                                               | Gyűrű            | 18,70     | 30.       | kiesett  | kiesett  |
| Csányi Rajmund                                                               | Lólengés         | 18,00     | 59.       | kiesett  | kiesett  |
| Csányi Rajmund                                                               | Egyéni összetett |           |           | 113,00   | 17.      |
| Cser Győző                                                                   | Talaj            | 17,90     | 80.       | kiesett  | kiesett  |
| Cser Győző                                                                   | Ugrás            | 18,30     | 105.      | kiesett  | kiesett  |
| Cser Győző                                                                   | Korlát           | 18,25     | 75.       | kiesett  | kiesett  |
| Cser Győző                                                                   | Nyújtó           | 18,65     | 40.       | kiesett  | kiesett  |
| Cser Győző                                                                   | Gyűrű            | 18,20     | 54.       | kiesett  | kiesett  |
| Cser Győző                                                                   | Lólengés         | 17,50     | 87.       | kiesett  | kiesett  |
| Cser Győző                                                                   | Egyéni összetett |           |           | 108,80   | 74.      |
| Lelkes András                                                                | Talaj            | 17,95     | 78.       | kiesett  | kiesett  |
| Lelkes András                                                                | Ugrás            | 18,90     | 36.       | kiesett  | kiesett  |
| Lelkes András                                                                | Korlát           | 18,55     | 55.       | kiesett  | kiesett  |
| Lelkes András                                                                | Nyújtó           | 18,00     | 75.       | kiesett  | kiesett  |
| Lelkes András                                                                | Gyűrű            | 17,65     | 78.       | kiesett  | kiesett  |
| Lelkes András                                                                | Lólengés         | 17,85     | 78.       | kiesett  | kiesett  |
| Lelkes András                                                                | Egyéni összetett |           |           | 108,90   | 71.*     |
| Sós Péter                                                                    | Talaj            | 18,05     | 74.       | kiesett  | kiesett  |
| Sós Péter                                                                    | Ugrás            | 18,95     | 30.       | kiesett  | kiesett  |
| Sós Péter                                                                    | Korlát           | 18,50     | 60.       | kiesett  | kiesett  |
| Sós Péter                                                                    | Nyújtó           | 17,80     | 78.       | kiesett  | kiesett  |
| Sós Péter                                                                    | Gyűrű            | 18,25     | 49.       | kiesett  | kiesett  |
| Sós Péter                                                                    | Lólengés         | 17,05     | 96.       | kiesett  | kiesett  |
| Sós Péter                                                                    | Egyéni összetett |           |           | 108,60   | 78.      |
| Varga Lajos                                                                  | Talaj            | 18,55     | 38.       | kiesett  | kiesett  |
| Varga Lajos                                                                  | Ugrás            | 18,40     | 100.      | kiesett  | kiesett  |
| Varga Lajos                                                                  | Korlát           | 18,65     | 45.       | kiesett  | kiesett  |
| Varga Lajos                                                                  | Nyújtó           | 19,05     | 14.       | kiesett  | kiesett  |
| Varga Lajos                                                                  | Gyűrű            | 18,30     | 46.       | kiesett  | kiesett  |
| Varga Lajos                                                                  | Lólengés         | 18,15     | 60.       | kiesett  | kiesett  |
| Varga Lajos                                                                  | Egyéni összetett |           |           | 111,10   | 35.*     |
| Aranyos István Csányi Rajmund Cser Győző Lelkes András Sós Péter Varga Lajos | Csapat összetett |           |           | 555,70   | 9.       |

Női
| Versenyző                                                                        | Versenyszám      | Selejtező | Selejtező | Döntő    | Döntő    |
| Versenyző                                                                        | Versenyszám      | Pontszám  | Helyezés  | Pontszám | Helyezés |
| -------------------------------------------------------------------------------- | ---------------- | --------- | --------- | -------- | -------- |
| Ducza Anikó                                                                      | Talaj            | 19,300    | 3.        | 19,300   |          |
| Ducza Anikó                                                                      | Ugrás            | 18,666    | 30.       | kiesett  | kiesett  |
| Ducza Anikó                                                                      | Felemás korlát   | 18,566    | 29.       | kiesett  | kiesett  |
| Ducza Anikó                                                                      | Gerenda          | 18,899    | 11.       | kiesett  | kiesett  |
| Ducza Anikó                                                                      | Egyéni összetett |           |           | 75,331   | 16.*     |
| Mák Gyöngyi                                                                      | Talaj            | 18,666    | 25.       | kiesett  | kiesett  |
| Mák Gyöngyi                                                                      | Ugrás            | 18,566    | 35.       | kiesett  | kiesett  |
| Mák Gyöngyi                                                                      | Felemás korlát   | 18,666    | 21.       | kiesett  | kiesett  |
| Mák Gyöngyi                                                                      | Gerenda          | 18,699    | 22.       | kiesett  | kiesett  |
| Mák Gyöngyi                                                                      | Egyéni összetett |           |           | 74,597   | 25.*     |
| Makray Katalin                                                                   | Talaj            | 18,966    | 10.       | kiesett  | kiesett  |
| Makray Katalin                                                                   | Ugrás            | 18,399    | 51.       | kiesett  | kiesett  |
| Makray Katalin                                                                   | Felemás korlát   | 19,166    | 3.        | 19,216   |          |
| Makray Katalin                                                                   | Gerenda          | 18,799    | 16.       | kiesett  | kiesett  |
| Makray Katalin                                                                   | Egyéni összetett |           |           | 75,330   | 18.      |
| Müller Katalin                                                                   | Talaj            | 18,599    | 33.       | kiesett  | kiesett  |
| Müller Katalin                                                                   | Ugrás            | 18,466    | 46.       | kiesett  | kiesett  |
| Müller Katalin                                                                   | Felemás korlát   | 18,600    | 26.       | kiesett  | kiesett  |
| Müller Katalin                                                                   | Gerenda          | 18,900    | 10.       | kiesett  | kiesett  |
| Müller Katalin                                                                   | Egyéni összetett |           |           | 74,565   | 27.      |
| Tolnai Márta                                                                     | Talaj            | 18,466    | 40.       | kiesett  | kiesett  |
| Tolnai Márta                                                                     | Ugrás            | 18,832    | 21.       | kiesett  | kiesett  |
| Tolnai Márta                                                                     | Felemás korlát   | 18,400    | 36.       | kiesett  | kiesett  |
| Tolnai Márta                                                                     | Gerenda          | 18,533    | 34.       | kiesett  | kiesett  |
| Tolnai Márta                                                                     | Egyéni összetett |           |           | 74,231   | 32.      |
| Tressel Mária                                                                    | Talaj            | 18,900    | 15.       | kiesett  | kiesett  |
| Tressel Mária                                                                    | Ugrás            | 18,333    | 55.       | kiesett  | kiesett  |
| Tressel Mária                                                                    | Felemás korlát   | 18,966    | 8.        | kiesett  | kiesett  |
| Tressel Mária                                                                    | Gerenda          | 18,733    | 17.       | kiesett  | kiesett  |
| Tressel Mária                                                                    | Egyéni összetett |           |           | 74,932   | 21.      |
| Ducza Anikó Mák Gyöngyi Makray Katalin Müller Katalin Tolnai Márta Tressel Mária | Csapat összetett |           |           | 375,455  | 5.       |

* - egy másik versenyzővel azonos eredményt ért el

## Úszás
Férfi
| Versenyző                                               | Versenyszám            | Előfutam | Előfutam | Előfutam | Elődöntő | Elődöntő | Elődöntő | Döntő   | Döntő    |
| Versenyző                                               | Versenyszám            | Idő      | Hely.    | Össz.    | Idő      | Hely.    | Össz.    | Idő     | Helyezés |
| ------------------------------------------------------- | ---------------------- | -------- | -------- | -------- | -------- | -------- | -------- | ------- | -------- |
| Dobay Gyula                                             | 100 m gyors            | 55,8     | 2.       | 18.***   | 54,8     | 3.       | 7.*      | 54,9    | 7.       |
| Gulrich József                                          | 100 m gyors            | 56,3     | 4.       | 31.**    | kiesett  | kiesett  | kiesett  | kiesett | kiesett  |
| Száll Antal                                             | 100 m gyors            | 56,8     | 4.       | 36.****  | kiesett  | kiesett  | kiesett  | kiesett | kiesett  |
| Bodnár András                                           | 400 m gyors            | 5:03,7   | 8.       | 49.      |          |          |          | kiesett | kiesett  |
| Szlamka László                                          | 400 m gyors            | 5:00,0   | 6.       | 48.      |          |          |          | kiesett | kiesett  |
| Katona József                                           | 400 m gyors            | 4:24,7   | 2.       | 13.      |          |          |          | kiesett | kiesett  |
| Katona József                                           | 1500 m gyors           | 17:33,5  | 2.       | 8.       |          |          |          | 17:30,8 | 8.       |
| Csikány József                                          | 200 m hát              | 2:18,3   | 3.       | 13.      | 2:17,5   | 6.       | 11.      | kiesett | kiesett  |
| Gulyás Ákos                                             | 200 m hát              | 2:30,5   | 6.       | 31.      | kiesett  | kiesett  | kiesett  | kiesett | kiesett  |
| Lenkei Ferenc                                           | 200 m mell             | 2:38,6   | 3.       | 15.      | 2:37,5   | 8.       | 14.      | kiesett | kiesett  |
| Ali Csaba                                               | 400 m vegyes           | 5:05,4   | 2.       | 10.      |          |          |          | kiesett | kiesett  |
| Kosztolánczy György                                     | 400 m vegyes           | 5:03,8   | 2.       | 7.       |          |          |          | 5:01,9  | 7.       |
| Száll Antal Gulyás Ákos Szlamka László Dobay Gyula      | 4 × 100 m gyorsváltó   | 3:43,2   | 4.       | 9.       |          |          |          | kiesett | kiesett  |
| Dobay Gyula Ali Csaba Kosztolánczy György Katona József | 4 × 200 m gyorsváltó   | 8:24,4   | 6.       | 11.      |          |          |          | kiesett | kiesett  |
| Csikány József Lenkei Ferenc Gulrich József Dobay Gyula | 4 × 100 m vegyes váltó | 4:08,8   | 2.       | 5.       |          |          |          | 4:08,5  | 6.       |

Női
| Versenyző                                                            | Versenyszám            | Előfutam | Előfutam | Előfutam | Elődöntő | Elődöntő | Elődöntő | Döntő    | Döntő    |
| Versenyző                                                            | Versenyszám            | Idő      | Hely.    | Össz.    | Idő      | Hely.    | Össz.    | Idő      | Helyezés |
| -------------------------------------------------------------------- | ---------------------- | -------- | -------- | -------- | -------- | -------- | -------- | -------- | -------- |
| Madarász Csilla                                                      | 100 m gyors            | 1:02,5   | 3.       | 6.**     | 1:02,4   | 4.       | 6.       | 1:02,4   | 6.       |
| Takács Katalin                                                       | 100 m gyors            | 1:03,5   | 3.       | 12.*     | 1:03,3   | 6.       | 13.      | kiesett  | kiesett  |
| Turóczy Judit                                                        | 100 m gyors            | 1:02,9   | 2.       | 9.       | 1:03,0   | 7.       | 11.      | kiesett  | kiesett  |
| Balla Mária                                                          | 100 m hát              | 1:12,0   | 6.       | 17.      |          |          |          | kiesett  | kiesett  |
| Kovács Zsuzsa                                                        | 200 m mell             | 3:06,7   | 6.       | 23.      |          |          |          | kiesett  | kiesett  |
| Egerváry Márta                                                       | 100 m pillangó         | 1:10,3   | 4.       | 11.**    | 1:10,7   | 7.       | 15.      | kiesett  | kiesett  |
| Egerváry Márta                                                       | 400 m vegyes           | 5:35,8   | 3.       | 7.       |          |          |          | 5:38,4   | 8.       |
| Turóczy Judit Erdélyi Éva Takács Katalin Madarász Csilla Frank Mária | 4 × 100 m gyorsváltó   | 4:13,4   | 2.       | 3.       |          |          |          | 4:12,1   | 4.       |
| Balla Mária Kovács Zsuzsa Egerváry Márta Madarász Csilla             | 4 × 100 m vegyes váltó | 4:48,9   | 5.       | 8.       |          |          |          | kizárták | kizárták |

* - egy másik versenyzővel/váltóval azonos időt ért el

** - két másik versenyzővel azonos időt ért el

*** - öt másik versenyzővel azonos időt ért el

**** - hat másik versenyzővel azonos időt ért el

## Vitorlázás
Nyílt
| Versenyző      | Versenyszám | Futam | Futam | Futam | Futam | Futam | Futam | Futam | Pontszám | Helyezés |
| Versenyző      | Versenyszám | 1     | 2     | 3     | 4     | 5     | 6     | 7     | Pontszám | Helyezés |
| -------------- | ----------- | ----- | ----- | ----- | ----- | ----- | ----- | ----- | -------- | -------- |
| Fináczy György | Finn dingi  | 774   | 578   | 578   | 506   | 318   | (101) | 1017  | 3771     | 13.      |

## Vívás
Férfi
| Versenyző                                                             | Versenyszám       | Csoportkör | Csoportkör | Csoportkör | Csoportkör | Elődöntő                      | Elődöntő                       | Elődöntő                              | Döntő | Helyezés    |
| Versenyző                                                             | Versenyszám       | 1. kör | 1. kör     | 2. kör | 2. kör     | 3. kör                        | 4. kör                         | 5. kör                                | Döntő | Helyezés    |
| Versenyző                                                             | Versenyszám       | Ellenfél Eredmény | Hely.      | Ellenfél Eredmény | Hely.      | Ellenfél Eredmény             | Ellenfél Eredmény              | Ellenfél Eredmény                     | Ellenfél Eredmény | Helyezés    |
| --------------------------------------------------------------------- | ----------------- | --- | ---------- | --- | ---------- | ----------------------------- | ------------------------------ | ------------------------------------- | --- | ----------- |
| Gyuricza József                                                       | Tőr, egyéni       | C. csoport · Mano Kazuo (JPN) · 2-5 · Egon Franke (POL) · 3-5 · Allan Jay (GBR) · 5-2 · Sin Duho (Sin Du-Ho) (KOR) · 5-4 · Jesús Taboada (ARG) · 5-3                                                                         | 3.         | A. csoport · German Szvesnyikov (URS) · 1-5 · Ion Drîmbă (ROU) · 4-5 · Mario Curletto (ITA) · 4-5 · Witold Woyda (POL) · 5-3 · Alexander Leckie (GBR) · 5-2                                                                      | 5.         | kiesett                       | kiesett                        | kiesett                               | kiesett | helyezetlen |
| Kamuti Jenő                                                           | Tőr, egyéni       | G. csoport · Roland Losert (AUT) · 5-2 · Alexander Leckie (GBR) · 5-1 · Ignacio Posada (COL) · 5-1 · Edwin Richards (USA) · 5-4 · John Bouchier-Hayes (IRL) · 5-4                                                            | 1.         | F. csoport · Jean-Claude Magnan (FRA) · 1-5 · Ókava Heizaburó (JPN) · 5-2 · Sameh Rahman (RAU) · 5-4 · Ignacio Posada (COL) · 5-1 · Jürgen Brecht (EUA) · 4-5                                                                    | 3.         | erőnyerő                      | Viktor Zsdanovics (URS) · 10-9 | Jean-Claude Magnan (FRA) · 7-10       | Az 5–6. helyért · Bill Hoskyns (GBR) · 10-6 · Tim Gerresheim (EUA) · 10-4                                                                    | 5.          |
| Szabó Sándor                                                          | Tőr, egyéni       | D. csoport · Mark Midler (URS) · 4-5 · Jürgen Brecht (EUA) · 3-5 · Nasser Madani (IRI) · 5-3 · Emilio Echeverry (COL) · 5-2 · Robert Foxcroft (CAN) · 5-1                                                                    | 3.         | E. csoport · Albert Axelrod (USA) · 5-2 · Nasser Madani (IRI) · 5-1 · Ryszard Parulski (POL) · 5-2 · Allan Jay (GBR) · 1-5 · Jacky Courtillat (FRA) · 2-5                                                                        | 2.         | Dieter Schmitt (EUA) · 10-2   | Mark Midler (URS) · 10-8       | Roland Losert (AUT) · 9-10            | Az 5–6. helyért · Tim Gerresheim (EUA) · 6-10                                                                                                | 7.          |
| Kausz István                                                          | Párbajtőr, egyéni | G. csoport · Jacques Guittet (FRA) · 2-5 · Michel Steininger (SUI) · 4-5 · Tabucsi Kazuhiko (JPN) · 5-2 · David Micahnik (USA) · 5-3 · Sergio Jimenez (CHI) · 5-1 · Emilio Echeverry (COL) · 5-3 · Russell Hobby (AUS) · 2-5 | 4.         | B. csoport · Hrihorij Krissz (URS) · 4-5 · Alberto Pellegrino (ITA) · 4-5 · Göran Abrahamsson (SWE) · 3-5 · David Micahnik (USA) · 4-5 · Bill Hoskyns (GBR) · 5-3 · Yves Dreyfus (FRA) · 5-3                                     | 6.         | kiesett                       | kiesett                        | kiesett                               | kiesett | helyezetlen |
| Kulcsár Győző                                                         | Párbajtőr, egyéni | F. csoport · Franz Rompza (EUA) · 3-5 · Allan Jay (GBR) · 5-2 · Marcus Leyrer (AUT) · 5-3 · Ivan Lund (AUS) · 5-2 · Robert Foxcroft (CAN) · 5-2 · Ernesto Sastre (COL) · 5-1 · Giuseppe Delfino (ITA) · 2-5                  | 2.         | A. csoport · Hassan El-Said (LIB) · 5-1 · Giuseppe Delfino (ITA) · 5-3 · Wiesław Glos (POL) · 5-4 · John Bouchier-Hayes (IRL) · 5-3 · Tabucsi Kazuhiko (JPN) · 5-1 · Hans Lagerwall (SWE) · 2-5                                  | 1.         | erőnyerő                      | Orvar Lindwall (SWE) · 6-10    | kiesett                               | kiesett | 9.          |
| Nemere Zoltán                                                         | Párbajtőr, egyéni | H. csoport · Bill Hoskyns (GBR) · 3-5 · Paul Pesthy (USA) · 5-3 · Sin Duho (Sin Du-Ho) (KOR) · 5-2 · Wiesław Glos (POL) · 5-2 · Araki Tosiaki (JPN) · 5-3 · Aquiles Gloffka (CHI) · 5-0 · Jesús Taboada (ARG) · 5-1          | 2.         | D. csoport · Rudolf Trost (AUT) · 4-5 · Bohdan Gonsior (POL) · 5-2 · Dietrich Hecke (EUA) · 5-4 · Bruno Habārovs (URS) · 5-3 · Ókava Heizaburó (JPN) · 5-4 · Claudio Polledri (SUI) · 3-5                                        | 3.         | Giuseppe Delfino (ITA) · 10-8 | Bill Hoskyns (GBR) · 7-10      | kiesett                               | kiesett | 9.          |
| Bakonyi Péter                                                         | Kard, egyéni      | D. csoport · Keresztes Attila (USA) · 5-2 · Jürgen Theuerkauff (EUA) · 5-3 · Kitao Teruhiro (JPN) · 5-1 · Emilio Echeverry (COL) · 5-2 · Nasser Madani (IRI) · 5-3                                                           | 1.         | D. csoport · Emil Ochyra (POL) · 3-5 · Cesare Salvadori (ITA) · 5-2 · Tănase Mureșanu (ROU) · 5-3 · Hámori Jenő (USA) · 5-1 · Ralph Cooperman (GBR) · 5-2 · Ignacio Posada (COL) · 5-1 · Enrique Penabella (CUB) · 3-5           | 2.         | Umjar Mavlihanov (URS) · 9-10 | kiesett                        |                                       | kiesett | 9.          |
| Kovács Attila                                                         | Kard, egyéni      | G. csoport · Claude Arabo (FRA) · 5-2 · Ralph Cooperman (GBR) · 5-2 · Enrique Penabella (CUB) · 5-2 · Yves Brasseur (BEL) · 5-2 · Alexander Martonffy (AUS) · 5-1 · Juan Carlos Frecia (ARG) · 5-1                           | 1.         | B. csoport · Jerzy Pawłowski (POL) · 5-3 · Umjar Mavlihanov (URS) · 5-1 · Jacques Lefèvre (FRA) · 5-4 · Sibata Szeidzsi (JPN) · 5-3 · Alexander Leckie (GBR) · 5-0 · Ion Drîmbă (ROU) · 3-5 · Jürgen Theuerkauff (EUA) · 4-5     | 1.         | Dieter Wellmann (EUA) · 9-10  | kiesett                        |                                       | kiesett | 9.          |
| Pézsa Tibor                                                           | Kard, egyéni      | H. csoport · Tănase Mureșanu (ROU) · 3-5 · Umjar Mavlihanov (URS) · 4-5 · John Andru (CAN) · 5-3 · Les Tornallyay (AUS) · 5-3 · Humberto Posada (COL) · 5-2 · Alberto Lanteri (ARG) · 4-5                                    | 3.         | A. csoport · Jakov Rilszkij (URS) · 4-5 · Dieter Wellmann (EUA) · 4-5 · Marcel Parent (FRA) · 5-4 · Keresztes Attila (USA) · 5-2 · Funamizu Micujuki (JPN) · 5-4 · Octavian Vintilă (ROU) · 5-0 · Wladimiro Calarese (ITA) · 4-5 | 3.         | Mark Rakita (URS) · 10-6      | Marcel Parent (FRA) · 10-7     |                                       | Claude Arabo (FRA) · 5-4 · Jakov Rilszkij (URS) · 5-4 · Umjar Mavlihanov (URS) · 3-5 · Rájátszás: Az aranyéremért · Claude Arabo (FRA) · 5-2 |             |
| Gyarmati Béla Gyuricza József Kamuti Jenő Kamuti László Szabó Sándor  | Tőr, csapat       | C. csoport · Egyesült Arab Köztársaság (RAU) · 9-4 · Dél-Korea (KOR) · 13-3 | 2.         | |            |                               | Japán (JPN) · 7-9              | Az 5–6. helyért · Románia (ROU) · 5-9 | kiesett | 7.          |
| Bárány Árpád Gábor Tamás Kausz István Kulcsár Győző Nemere Zoltán     | Párbajtőr, csapat | C. csoport · Japán (JPN) · 11-4 · Irán (IRI) · 14-1 | 2.         | |            | Ausztria (AUT) · 8-1          | Szovjetunió (URS) · 8-4        | Franciaország (FRA) · 9-3             | Olaszország (ITA) · 8-3 |             |
| Bakonyi Péter Horváth Zoltán Kovács Attila Meszéna Miklós Pézsa Tibor | Kard, csapat      | C. csoport · Argentína (ARG) · 9-2 | 2.         | |            |                               | Olaszország (ITA) · 7-9        | Az 5–6. helyért · Románia (ROU) · 9-0 | Az 5. helyért · Egyesült Német Csapat (EUA) · 9-3                                                                                            | 5.          |

Női
| Versenyző                                                            | Versenyszám | Csoportkör | Csoportkör | Csoportkör | Csoportkör | Elődöntő                           | Elődöntő                          | Döntő | Helyezés |
| Versenyző                                                            | Versenyszám | 1. kör | 1. kör     | 2. kör | 2. kör     | 3. kör                             | 4. kör                            | Döntő | Helyezés |
| Versenyző                                                            | Versenyszám | Ellenfél Eredmény | Hely.      | Ellenfél Eredmény | Hely.      | Ellenfél Eredmény                  | Ellenfél Eredmény                 | Ellenfél Eredmény | Helyezés |
| -------------------------------------------------------------------- | ----------- | --- | ---------- | --- | ---------- | ---------------------------------- | --------------------------------- | --- | -------- |
| Dömölky Lídia                                                        | Tőr, egyéni | B. csoport · Bruna Colombetti (ITA) · 4-2 · Ginette Rossini (LUX) · 4-2 · Ana Derșidan-Ene-Pascu (ROU) · 4-0 · Jaszui Tamiko (JPN) · 4-1 · Johanna Winter (AUS) · 4-3 · Pacita Wiedel (CAN) · 4-3              | 1.         | B. csoport · Szabó Orbán Olga (ROU) · 0-4 · Valentyina Rasztvorova (URS) · 3-4 · Helga Mees (EUA) · 4-1 · Ginette Rossini (LUX) · 4-3 · Shirley Netherway (GBR) · 4-2                                                          | 3.         | Helga Mees (EUA) · 5-8             | kiesett                           | kiesett | 9.       |
| Juhász Katalin                                                       | Tőr, egyéni | C. csoport · Brigitte Gapais-Dumont (FRA) · 3-4 · Kerstin Palm (SWE) · 4-3 · Maria Vicol (ROU) · 4-2 · Tommy Angell (USA) · 4-1 · Óvada Tomoko (JPN) · 2-4                                                     | 1.         | A. csoport · Harriet King (USA) · 4-2 · Valentyina Prudszkova (URS) · 4-2 · Mireya Rodríguez (CUB) · 4-0 · Bruna Colombetti (ITA) · 3-4 · Cathérine Rousselet-Ceretti (FRA) · 3-4                                              | 2.         | Heidi Schmid (EUA) · 8-4           | Antonella Ragno (ITA) · 4-8       | Az 5–6. helyért · Cathérine Rousselet-Ceretti (FRA) · 8-7 · Giovanna Masciotta (ITA) · 8-5                                                             | 5.       |
| Rejtő Ildikó                                                         | Tőr, egyéni | A. csoport · Harriet King (USA) · 3-4 · Cathérine Rousselet-Ceretti (FRA) · 4-3 · Christina Wahlberg (SWE) · 4-3 · Jan Redman (AUS) · 4-1 · Sin Gvangszuk (Sin Gwang-Suk) (KOR) · 4-2 · Helga Mees (EUA) · 3-4 | 2.         | D. csoport · Galina Gorohova (URS) · 2-4 · Ana Derșidan-Ene-Pascu (ROU) · 4-1 · Kerstin Palm (SWE) · 4-1 · Giovanna Masciotta (ITA) · 3-4 · Rosemarie Scherberger (EUA) · 3-4 · Rájátszás: · Rosemarie Scherberger (EUA) · 4-1 | 3.         | Valentyina Rasztvorova (URS) · 8-6 | Bruna Colombetti (ITA) · 8-3      | Antonella Ragno (ITA) · 4-1 · Galina Gorohova (URS) · 4-0 · Helga Mees (EUA) · 2-4 · Rájátszás: · Helga Mees (EUA) · 4-0 · Antonella Ragno (ITA) · 4-1 |          |
| Ágoston Judit Dömölky Lídia Juhász Katalin Marosi Paula Rejtő Ildikó | Tőr, csapat | B. csoport · Egyesült Államok (USA) · 9-1 | 1.         | |            | erőnyerő                           | Egyesült Német Csapat (EUA) · 9-6 | Szovjetunió (URS) · 9-7 |          |

## Vízilabda
| Magyar férfi vízilabdacsapat-játékoskeret                                                      | Magyar férfi vízilabdacsapat-játékoskeret                                                       |
| ---------------------------------------------------------------------------------------------- | ----------------------------------------------------------------------------------------------- |
| - Ambrus Miklós - Bodnár András - Boros Ottó - Dömötör Zoltán - Felkai László - Gyarmati Dezső | - Kanizsa Tivadar - Kárpáti György - Konrád János - Mayer Mihály - Pócsik Dénes - Rusorán Péter |

### Eredmények
Csoportkör
D csoport
| Csapat                          | M | Gy | D | V | G+ | G– | Gk  | P |
| ------------------------------- | - | -- | - | - | -- | -- | --- | - |
| Magyarország (HUN)              | 2 | 2  | 0 | 0 | 16 | 1  | +15 | 4 |
| Belgium (BEL)                   | 2 | 1  | 0 | 1 | 8  | 10 | –2  | 2 |
| Egyesült Arab Köztársaság (RAU) | 2 | 0  | 0 | 2 | 6  | 19 | –13 | 0 |

| 1964. október 11. 17:40 | Magyarország (HUN)   | 11 – 1 | Egyesült Arab Köztársaság (RAU) |  |
| 1964. október 11. 17:40 | (2–1, 3–0, 2–1, 4–0) |        |                                 |  |
| 1964. október 11. 17:40 | Felkai, Rusorán 2    |        | Abdel Rahman 1                  |  |

| 1964. október 12. 11:10 | Magyarország (HUN)   | 5 – 0 | Belgium (BEL) |  |
| 1964. október 12. 11:10 | (0–0, 2–0, 3–0, 0–0) |       |               |  |
| 1964. október 12. 11:10 | öt játékos 1         |       |               |  |

Középdöntő
C/D csoport
A táblázat tartalmazza a D csoportban lejátszott Magyarország – Belgium 5–0-s eredményt.
| Csapat             | M | Gy | D | V | G+ | G– | Gk  | P |
| ------------------ | - | -- | - | - | -- | -- | --- | - |
| Jugoszlávia (YUG)  | 3 | 2  | 1 | 0 | 17 | 8  | +9  | 5 |
| Magyarország (HUN) | 3 | 2  | 1 | 0 | 15 | 9  | +6  | 5 |
| Hollandia (NED)    | 3 | 1  | 0 | 2 | 14 | 18 | –4  | 2 |
| Belgium (BEL)      | 3 | 0  | 0 | 3 | 7  | 18 | –11 | 0 |

| 1964. október 14. 10:00 | Magyarország (HUN)   | 6 – 5 | Hollandia (NED) |  |
| 1964. október 14. 10:00 | (3–0, 1–2, 1–1, 1–2) |       |                 |  |
| 1964. október 14. 10:00 | Dömötör, Rusorán 2   |       | der Voet 3      |  |

| 1964. október 15. 19:20 | Jugoszlávia (YUG)    | 4 – 4 | Magyarország (HUN) |  |
| 1964. október 15. 19:20 | (3–0, 0–3, 1–0, 0–1) |       |                    |  |
| 1964. október 15. 19:20 | Sandić 2             |       | Kárpáti 2          |  |

Döntő csoport
| 1964. október 17. 13:00 | Olaszország (ITA)    | 1 – 3 | Magyarország (HUN) |  |
| 1964. október 17. 13:00 | (0–0, 1–0, 0–2, 0–1) |       |                    |  |
| 1964. október 17. 13:00 | Cevasco 1            |       | három játékos 1    |  |

| 1964. október 18. 16:00 | Szovjetunió (URS)     | 2 – 5 | Magyarország (HUN) |  |
| 1964. október 18. 16:00 | (0–1, 2–0, 0–1, 0–3)  |       |                    |  |
| 1964. október 18. 16:00 | Kalasnyikov, Agejev 1 |       | Felkai, Dömötör 2  |  |

A táblázat tartalmazza a középdöntőben lejátszott Jugoszlávia – Magyarország 4–4-es eredményt.
| Csapat             | M | Gy | D | V | G+ | G– | Gk | P |
| ------------------ | - | -- | - | - | -- | -- | -- | - |
| Magyarország (HUN) | 3 | 2  | 1 | 0 | 12 | 7  | +5 | 5 |
| Jugoszlávia (YUG)  | 3 | 2  | 1 | 0 | 8  | 5  | +3 | 5 |
| Szovjetunió (URS)  | 3 | 1  | 0 | 2 | 4  | 7  | –3 | 2 |
| Olaszország (ITA)  | 3 | 0  | 0 | 3 | 2  | 7  | –5 | 0 |

| Csapat             | Helyezés |
| ------------------ | -------- |
| Magyarország (HUN) |          |